# 朝城县
朝城县，山东省旧县名。
本武阳县，唐朝贞观年间废，永昌元年（689年）复置，称武圣县。开元七年（719年），改名朝城县。元和中，隶属于澶州，后属魏州。唐朝末天祐三年（906年），更名为武阳县。后又复置。北宋时，隶属大名府，崇宁四年（1105年），与南乐县归属开德府。
明朝洪武三年，废朝城县，不久复置。属濮州。清朝时，朝城县评价简，雍正前属濮州，后归曹州府。
1949年起，属濮阳专区。1950年，划入聊城专区。1953年，与觀城縣合并为观朝县。